# Società Sportiva Sambenedettese 2018-2019
Questa voce raccoglie le informazioni riguardanti la Società Sportiva Sambenedettese nelle competizioni ufficiali della stagione 2018-2019.

## Divise e sponsor
Lo sponsor tecnico per la stagione 2018-2019 è Ready, mentre lo sponsor ufficiale è Elite.
| Manica sinistra · Maglietta · Maglietta · Manica destra · Pantaloncini · Calzettoni · Calzettoni | Manica sinistra · Manica sinistra · Maglietta · Maglietta · Manica destra · Manica destra · Pantaloncini · Pantaloncini · Calzettoni | Manica sinistra · Maglietta · Maglietta · Manica destra · Pantaloncini · Calzettoni |

## Organigramma societario
Dal sito internet ufficiale della società.
Area direttiva
- Presidente: Franco Fedeli

Area organizzativa
- Team manager: Pietro Buongiorno

Area tecnica
- Direttore sportivo:
- Allenatore:  Giuseppe Magi, poi Giorgio Roselli, poi Giuseppe Magi
- Allenatore in seconda: Valerio Quondamatteo
- Preparatore atletico: Simone Fugalli
- Preparatore dei portieri: Giovanni Bianchetti

Area sanitaria
- Responsabile: Giovanni Staffilano
- Medici sociali: Antonio Bozzi
- Massofisioterapista: Marco Minnucci, Luigi Iachetti

## Rosa
Aggiornata al 7 dicembre 2018.
| N. |                    | Ruolo | Calciatore                     |
| -- | ------------------ | ----- | ------------------------------ |
| 1  | Italia (bandiera)  | P     | Fabio Pegorin                  |
| 2  | Italia (bandiera)  | D     | Giacomo Biondi                 |
| 3  | Italia (bandiera)  | D     | Davide Di Pasquale             |
| 4  | Italia (bandiera)  | C     | Luca Gelonese                  |
| 5  | Italia (bandiera)  | D     | Andrea Zaffagnini              |
| 6  | Italia (bandiera)  | D     | Mirko Miceli                   |
| 7  | Italia (bandiera)  | A     | Alessio Di Massimo             |
| 8  | Italia (bandiera)  | C     | Gabriele Bove                  |
| 9  | Italia (bandiera)  | A     | Francesco Stanco               |
| 10 | Italia (bandiera)  | A     | Elio Calderini                 |
| 12 | Italia (bandiera)  | P     | Fabio Rinaldi                  |
| 13 | Croazia (bandiera) | D     | Vedran Celjak                  |
| 14 | Italia (bandiera)  | D     | Francesco Rapisarda (capitano) |

| N. |                    | Ruolo | Calciatore        |
| -- | ------------------ | ----- | ----------------- |
| 15 | Italia (bandiera)  | C     | Simone Brunetti   |
| 17 | Italia (bandiera)  | C     | Ludovico Rocchi   |
| 20 | Italia (bandiera)  | C     | Carlo Ilari       |
| 21 | Albania (bandiera) | C     | Katriel Islamaj   |
| 22 | Italia (bandiera)  | P     | Andrea Sala       |
| 23 | Italia (bandiera)  | C     | Andrea De Paoli   |
| 26 | Italia (bandiera)  | D     | Luca Cecchini     |
| 28 | Italia (bandiera)  | C     | Francesco Signori |
| 29 | Italia (bandiera)  | C     | Lorenzo Panaioli  |
| 30 | Italia (bandiera)  | D     | Andrea Gemignani  |
| 31 | Italia (bandiera)  | C     | Cristian Caccetta |
| 32 | Italia (bandiera)  | C     | Andrea Russotto   |

## Risultati

### Serie C

#### Play-off
| Arbitro: | Annaloro (Collegno) |

|                     |           |  |
| Morosini 74’ (rig.) | Marcatori |  |

### Coppa Italia Serie C

#### Fase a eliminazione diretta
| Arbitro: | Carella (Bari) |

|                                 |                      |                        |
| Russotto 90+3’                  | Marcatori            | 28’ Filippini          |
| Rocchi Calderini Ilari Russotto | Tiri di rigore 4 – 1 | Ferrante Cernaz Konaté |

| Arbitro: | Moriconi (Roma 2) |

|                     |           |               |
| Zecca 17’, 30’, 32’ | Marcatori | 90’ Rapisarda |